# Network access server
NAS, Servidor de Acceso a la Red (Network Access Server, por sus siglas en inglés) es un punto de entrada que permite a los usuarios o clientes acceder a una red.

## Descripción
Un NAS está destinado a actuar como una puerta de entrada para proteger el acceso a un recurso protegido, como puede ser una red telefónica, una impresora, o la salida directa a Internet.
El cliente se conecta al NAS. El NAS a su vez se conecta con otro recurso, preguntándole si las credenciales suministradas por el cliente son válidas. Basado en la respuesta, el NAS permite o impide el acceso a los recursos protegidos.
El NAS no contiene información acerca de qué clientes pueden conectarse o qué credenciales son válidas. Todos los NAS envían las credenciales suministradas por el cliente a un recurso que sabrá cómo procesar dichas credenciales.